# Ashley Madison
Ashley Madison — канадська онлайнова служба знайомств та соціальна мережа для людей, які перебувають у шлюбі або в близьких відносинах. Вебсайт був створений у 2001 році.